# Phrynops hilarii
Phrynops hilarii, conhecido popularmente como cágado-cinza ou cágado-de-barbelas, é uma espécie de cágado de água doce pertencente à família Chelidae.
O cágado-cinza possui uma carapaça oval e achatada, com comprimento máximo de aproximadamente 40 cm, pesando aproximadamente 5 kg. Podem viver por até 40 anos. A cabeça é achatada, com focinho pontudo e dois barbelos bicolores. Há uma faixa negra em cada lado da cabeça, que sai do focinho e passa sobre os olhos, indo até o pescoço.
A espécie é onívora, alimentando-se de peixes, aves, répteis, pequenos mamíferos e animais mortos. Habita riachos, lagos e brejos com abundância de vegetação aquática.
No Brasil, é encontrado no Rio Grande do Sul e em Santa Catarina; ocorre também no Uruguai e nordeste da Argentina.
Geralmente, ocorrem duas posturas de ovos por ano, uma entre fevereiro e maio e a outra entre setembro e dezembro. A ninhada consiste de 9 a 14 ovos, podendo alcançar até 32 ovos, cujo período de incubação é de aproximadamente 150 dias.